# Кеш'ю
Кеш'ю (лат. Anacardium occidentale) — тропічне дерево родини анакардієвих (Anacardiaceae), родом з північно-східної Бразилії. Зараз також широко культивується в Індії й Африці. Його отруйне насіння стає їстівним тільки після обсмажування.

## Екологічна характеристика
Вічнозелене деревце з покрученою сучкуватою кроною, за розмірами трошки менше ніж наша горобина — в помірних широтах України не росте. Його батьківщина — субтропіки. Цікаво, що анакардіум цілком може обходитись без води по півроку і виживає там, де більшість дерев гинуть. Саме тому колись індійці ним зацікавились.

## Морфологічна характеристика
Дерево висотою до 8 м, розгалужене до самої землі з регулярною кроною. Листя овальне, шкірясте, з короткими черешками. Квіти дрібні, зібрані в гроно, пахучі, зеленувато або жовто-білі.
Плід кеш'ю — горіх ниркоподібної форми, розташований на плодоніжці, схожій на грушу. Плодоніжка має кисло-солодкий терпкуватий смак, її використовують у свіжому вигляді або для приготування желе, варення, вина кенжу (kaju). За вмістом вітаміну С «яблуко кеш'ю» значно переважає лимон, а за кількістю вітаміну В — апельсин.

## Етимологія
Латинська назва Anacardium походить від грец. ἀνά (aná), що означає «за межами» і καρδία (kardía), що означає «серце», завдяки незвичайному розташуванню насінини («серця») поза плодом. Назва португальською мовою «кажу» (порт. caju) або «акажу» (acaju) походить від слова мови тупі — acaiú, складові частини якого мають таке значення: a- — «фрукт»; -ác- — «який з'єднується»; -aiú- — «волокнистий»; тобто «фрукт, який складається з волокон»; «волокнистий фрукт». Саме від португальських назв плода «кажу» і самого дерева «кажуейру» (cajueiro), в свою чергу, походить англійська назва «кеш'ю» (англ. cashew), яку запозичила українська мова.
У Венесуелі кеш'ю більше відомий як merey, а в багатьох інших іспаномовних країнах Латинської Америки як marañón, за назвою штату Мараньян (порт. maranhão) в північній Бразилії, де і було виявлено дерево кеш'ю. У Мозамбіку відомі назви «мекажу» (порт. mecaju) і «мепоту» (mepoto).
Інші синонімічні назви, які вживаються в різних країнах і на різних мовах: cashu, casho, acajuiba, acajou, acajaiba, alcayoiba, anacarde, anacardier, anacardo, cacajuil, cajou, gajus, jocote maranon, noix d'acajou, pomme cajou, pomme jambu, jambu golok, jambu mete, jambu monyet, jambu terong, kasoy, ouja (араб. عوج — множина від слова أعوج‎ — «вм'ятина», «звивина»).

## Використання
Першими європейцями, які оцінили анакардіум, були португальці. Саме вони ввели його в культуру в своїх колоніях у Східній Африці та Індії наприкінці XVI ст., і згодом розширили масштаби вирощування за межами історичної батьківщини настільки, що за культивуванням кеш'ю Індія перегнала Бразилію. Багато «індійських горішків» йде на експорт.
Із зеленувато-коричневого лушпиння горіхів, що містить понад 30% їдкого соку (він подразнює слизову оболонку рота й спричиняє пухирі на язиці і губах) можна отримати цінну рідку смолисту олію — кардойль, яку використовують для лікування прокази, а також у техніці — наприклад, при виготовленні стійких до вологості лаків;як ізолятора при виробництві кабелів; просочена кардойлем деревина має здатність протистояти нападам термітів.
Горіхи кеш'ю замінюють дорожчий мигдаль (хоча на думку деяких, кеш'ю поступається смаком).
Ядра горіхів кеш'ю споживають у їжу після обсмажування, в процесі якого знищуються залишки смолянистих речовин.

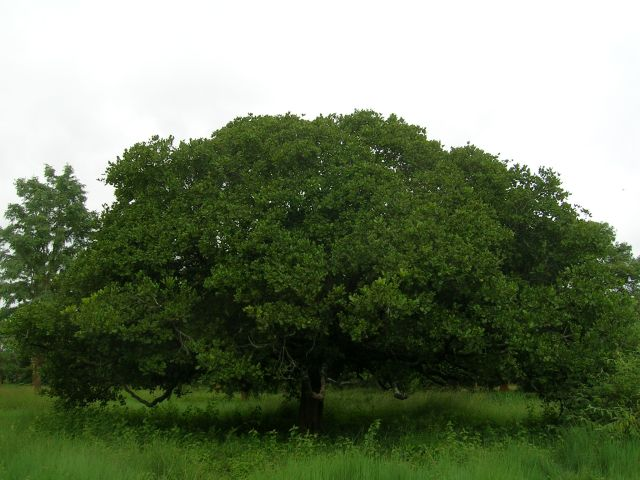
Дерево кеш'ю
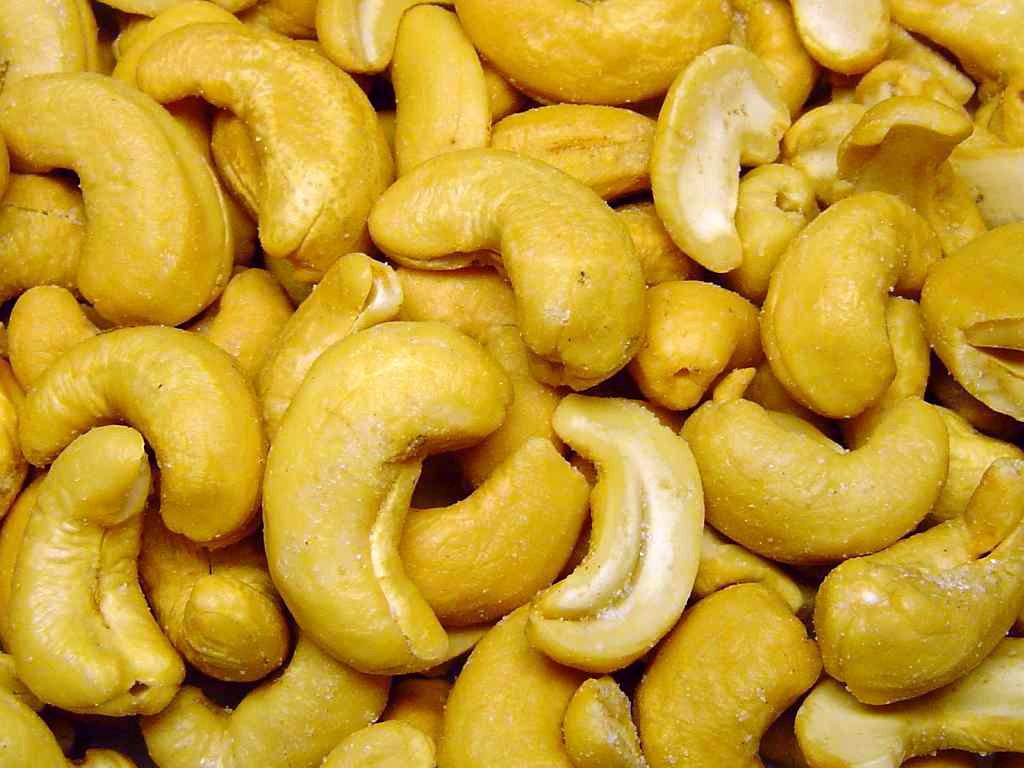
Горішки кеш'ю, обсмажені, солоні